# Ein anderes Leben gibt es nicht
Ein anderes Leben gibt es nicht (Originaltitel: Innego życia nie będzie) ist ein Roman von Maria Nurowska. Er erschien erstmals 1987. Die deutschsprachige Übersetzung von Albrecht Lempp erschien erstmals 1994.

## Inhalt
Die Erzählung setzt ein, als Stefan, ein alter alleinstehender Mann, im Warschau  der 1980er Jahre einen Brief seiner früheren Gattin Wanda ein Paket aus den USA bekommt. Darin befinden sich die alten Tagebücher von Wanda aus der Nachkriegszeit. Stefan ist gesundheitlich in einem schlechten Zustand und zudem Alkoholiker. Seine einzige Freude ist ein Spaziergang im nahegelegenen Łazienki-Park.
In den Notizen beschreibt die anfangs sehr ungebildete Wanda ihre arrangierte Hochzeitsnacht, die von beiderseitiger sexueller Erregung geprägt gewesen ist. Nach ihrer Hochzeit nimmt Wanda eine Stelle als Sekretärin an und möchte gesellschaftlich aufsteigen. Anfangs möchte auch Stefan, der die Reifeprüfung abgelegt hat, ebenfalls aufsteigen. Die beiden übersiedeln in die DDR, wo Stefan eine Stelle angeboten bekommt. Nach einem Vergehen Stefans kehren sie allerdings nach Polen zurück. Dort bekommt Wanda auch ihre Kinder. Frustriert von der beruflichen Stagnation ihres Mannes lässt sich Wanda scheiden und emigriert  mit den Kindern in die USA, wo bereits ihre Schwägerin lebt.
Obwohl Stefan mit seiner neuen Frau ebenfalls Pläne für eine Arbeit in Mexiko schmiedet, verwirft er dies seiner Frau zuliebe. Von nun an stagniert seine Karriere.
Stefans gleichnamiger Sohn, der in den USA bei Wanda aufwächst, ist sehr begabt und wird später Wissenschaftler. Anfänglich Sorgen, dass er auf die schiefe Bahn geraten könnte, bestätigen sich nicht. Auch Wanda bildet sich stetig weiter.
Am Ende ihrer Aufzeichnungen verrät Wanda auch den Grund, warum sie sich von ihm scheiden ließ, nämlich, dass er schon zurzeit ihrer Hochzeit ihr untreu gewesen ist. Ein weiterer Faktor für sie war Stefans Alkoholismus, der schon von den Großvätern gelebt worden ist.

## Kritik
„Ein geschickt komponierter, bewegender psychologischer Roman, die Geschichte einer nicht gelebten Liebe. Mit der Figur der Wanda ist der Autorin ein anrührendes Frauenporträt gelungen.“

## Ausgaben
- Maria Nurowska: Ein anderes Leben gibt es nicht S. Fischer, Frankfurt/Main, 1997, ISBN 3-596-13615-6